# خوزه خیمنز
خوزه ماریا خیمنز دِ وارگاس (اسپانیایی: José María Giménez de Vargas‎؛ زادهٔ ۲۰ ژانویهٔ ۱۹۹۵) بازیکن فوتبال اهل اروگوئه است که در پست مدافع میانی برای باشگاه اتلتیکو مادرید بازی می‌کند.
وی همچنین در تیم ملی فوتبال اروگوئه بازی کرده‌است.

## آمار ملی

### بازی‌های ملی
تا تاریخ ۲۱ نوامبر ۲۰۲۳
| اروگوئه | اروگوئه | اروگوئه | اروگوئه |
| سال     | بازی    | گل      | پاس گل  |
| ------- | ------- | ------- | ------- |
| ۲۰۱۳    | ۳       | ۰       | ۰       |
| ۲۰۱۴    | ۱۲      | ۲       | ۰       |
| ۲۰۱۵    | ۱۰      | ۱       | ۱       |
| ۲۰۱۶    | ۵       | ۰       | ۰       |
| ۲۰۱۷    | ۹       | ۱       | ۰       |
| ۲۰۱۸    | ۸       | ۳       | ۰       |
| ۲۰۱۹    | ۱۱      | ۱       | ۰       |
| ۲۰۲۰    | ۲       | ۰       | ۰       |
| ۲۰۲۱    | ۱۳      | ۰       | ۰       |
| ۲۰۲۲    | ۸       | ۰       | ۰       |
| ۲۰۲۳    | ۲       | ۰       | ۰       |
| مجموع   | ۸۳      | ۸       | ۱       |

### گل‌های ملی
| شماره | تاریخ          | میزبان      | بازی ملی | حریف      | نتیجه | رقابت                |
| ----- | -------------- | ----------- | -------- | --------- | ----- | -------------------- |
| ۱     | ۸ سپتامبر ۲۰۱۴ | گویانگ      | ۱۱       | کرهٔ جنوبی | ۱–۰   | دوستانه              |
| ۲     | ۱۳ نوامبر ۲۰۱۴ | مونته ویدئو | ۱۴       | کاستاریکا | ۳–۳   | دوستانه              |
| ۳     | ۲۰ ژوئن ۲۰۱۵   | لاسرنا      | ۲۰       | پاراگوئه  | ۱–۱   | کوپا آمریکا ۲۰۱۵     |
| ۴     | ۴ ژوئن ۲۰۱۷    | دوبلین      | ۳۲       | ایرلند    | ۱–۳   | دوستانه              |
| ۵     | ۷ ژوئن ۲۰۱۸    | مونته ویدئو | ۴۲       | ازبکستان  | ۳–۰   | دوستانه              |
| ۶     | ۱۵ ژوئن ۲۰۱۸   | یکاترینبورگ | ۴۳       | مصر       | ۱–۰   | جام جهانی ۲۰۱۸ روسیه |
| ۷     | ۷ سپتامبر ۲۰۱۸ | هیوستون     | ۴۷       | مکزیک     | ۴–۱   | دوستانه              |
| ۸     | ۲۰ ژوئن ۲۰۱۹   | پورتو آلگری | ۵۲       | ژاپن      | ۲–۲   | کوپا آمریکا ۲۰۱۹     |